# Fu Ming-sia
Fu Ming-sia (čínsky: 伏明霞, pinyin: Fu Mingxia; * 16. srpna 1978, Wu-chan) je bývalá čínská skokanka do vody, jež sbírala úspěchy jak na desetimetrové věži, tak na prkně, především třímetrovém. Získala pět olympijských medailí, čtyři z toho byly zlaté a jedna stříbrná. Všechny zlaté byly ze sólových skoků, stříbro ze závodu synchronizovaných dvojic (Sydney 2000). Zlato získala z věže v Barceloně 1992 a v Atlantě 1996, a z třímetrového prkna v Atlantě a v Sydney. Je též dvojnásobnou mistryní světa.
Proslula tím, jak mladá se ve svém sportu mezinárodně prosadila. Se skoky do vody začala v devíti letech. Již v jedenácti soutěžila na Hrách dobré vůle v Seattlu roku 1990. Za rok, ve dvanácti, získala svůj první titul mistryně světa. Další rok získala své první olympijské zlato, jako druhá nejmladší skokanka do vody v historii.